# Isla Kuchinoerabu
La isla Kuchinoerabu o Kuchinoerabu-jima (en japonés: 口永良部島) es una isla volcánica, y un volcán, situada en las islas Osumi, al sur de Japón. En la erupción del 24 de diciembre de 1933, una aldea al noreste de Shindake fue destruida, ocho personas murieron y 26 resultaron heridas. En la última erupción en 1980, varios cráteres de explosión aparecieron a lo largo de unos 800 metros (2.600 pies) con una fisura de norte a sur en la ladera este de Shindake. La isla está administrada por Yakushima y la prefectura de Kagoshima.
Kuchinoerabujima es la última ubicación conocida del desaparecido poeta estadounidense Craig Arnold, quien estaba de visita en la isla en abril de 2009, haciendo una investigación para un libro sobre volcanes.